# Ressons-sur-Matz
Ressons-sur-Matz je francouzská obec v departementu Oise v regionu Hauts-de-France. V roce 2009 zde žilo 1 580 obyvatel.